# FK Radnik Bijeljina
Fudbalski klub Radnik Bijeljina bosanskohercegovački je nogometni klub iz Bijeljine.

## Povijest
Nedugo nakon osnutka, FK Radnik je već ostvario prve uspjehe. Godine 1948. klub je postao prvakom tuzlanske zone pobijedivši u finalu FK Slobodu iz Tuzle. Uspjesi su se nizali idućih godinu dana, kada je klub izborio osminu finala Kupa maršala Tita. Godine 1957. klub se počeo natjecati u Novosadsko-srijemskoj zoni. U dva navrata klub je nastupao u drugoj jugoslavenskoj ligi. Jedan od ulazaka u tu razinu natjecanja veže se za sezonu 1971./72. kada je Radnik osvojio naslov prvaka Republičke lige BiH. Na redu je bilo razigravanje za ulazak u drugu jugoslavensku ligu. Igrali su sa Slogom iz Vukovara. Prva utakmica u Bijeljini završila je rezultatom 4:0, a utakmica u Vukovaru rezultatom 8:0 za Radnik. Tada se Radnik kvalificirao u drugu ligu SFRJ.
U sezoni 2004./05. Radnik osvaja Prvu ligu RS te je izborio ulazak u Premijer ligu BIH u kojoj je igrao dvije sezone. U sezoni 2011./12. ponovno ostvaruju plasman u Premijer ligu BiH. Pobjedom nad tuzlanskom Slobodom u finalu s ukupnih 4:1 po prvi puta u povijesti osvajaju Kup BiH u sezoni 2015./16. Ovim uspjehom osigurali su i prvi nastup u europskim natjecanjima. Sedmostruki su ovajači Kupa RS.

## Nastupi u europskim natjecanjima
| Sezona    | Natjecanje         | Kolo        | Protivnik              | Domaćin | Gost | Ukupno      |
| --------- | ------------------ | ----------- | ---------------------- | ------- | ---- | ----------- |
| 2016./17. | UEFA Europska liga | 1. pretkolo | PFK Beroe Stara Zagora | 0:2     | 0:0  | 0:2         |
| 2019./20. | UEFA Europska liga | 1. pretkolo | FC Spartak Trnava      | 2:0     | 0:2  | 2:2 (2:3 p) |

## Vanjske poveznice
- Službene stranice (srp.)